# John Webster
Pour les articles homonymes, voir Webster.
John Webster (vers 1580 - vers 1634) est un dramaturge anglais, contemporain de William Shakespeare. Ses tragédies, jalonnées d'épisodes atroces, font de lui un des plus vigoureux auteurs du théâtre élisabéthain. En présentant le côté le plus sombre de l'humanité, ses pièces préfigurent la littérature gothique anglaise du XVIIIe siècle.

## Biographie
La vie de John Webster demeure obscure. Il naît dans un milieu populaire, son père étant un fabricant et sa mère, la fille d'un forgeron. La famille vit dans la paroisse londonienne de St. Sepulchre. Si l'on en juge par la grande érudition de ses pièces, surtout à propos des démêlés juridiques, il a probablement reçu une éducation classique rigoureuse avant d'être admis au sein de l'Honorable Société du Middle Temple. Le 18 mars 1606, il épouse Sara Peniall, âgée de 17 ans, alors enceinte de sept mois. Il aurait eu plusieurs enfants de son épouse.
Peu avant, vers 1600, il rejoint un groupe d'auteurs dramatiques et travaille pour Philip Henslowe, propriétaire des théâtres The Rose et The Fortune. C'est ainsi qu’il fait la connaissance de Thomas Dekker, John Marston et Thomas Heywood, avec lesquels il écrit des pièces historiques, des comédies, dont Eastward Hoe (Cap à l'Est !), des élégies, notamment à l'occasion de la mort du prince Henry, et des tragédies, comme Appius and Virginia. Webster est surtout aujourd'hui connu pour ses deux tragédies : Le Démon blanc (The White Devil, 1612) et La Duchesse d'Amalfi (The Duchess of Malfi, 1614).
Le Démon blanc (en), qui essuie un échec lors des premières représentations au Red Bull Theatre en 1612, représente l’état politique et moral Angleterre à son époque, en particulier la corruption à la cour royale, à travers le destin de Vittoria Accoramboni, noble italienne assassinée, le 22 décembre 1585, à l'âge de 28 ans.
La Duchesse d'Amalfi, qui rencontre un beau succès lorsque jouée par la troupe des King's Men au Blackfriars Theatre, vers 1614, se déroule à la cour d'Amalfi, en Italie de 1504 à 1510. La duchesse, Giovanna d'Aragon, récemment devenue veuve tombe amoureuse d'Antonio, un humble intendant. Or ses frères, qui enragent de devoir un jour perdre l'héritage de leur sœur et qui se sentiraient déshonorés d'une mésalliance avec un roturier, lui interdisent de se remarier. Elle épouse néanmoins secrètement Antonio et lui donne trois enfants avant que le mariage ne soit découvert. Ferdinand, frère fou et obsédé par sa sœur, la duchesse, jusqu'à entretenir à son égard des désirs incestueux, la menace de mort. Dans une tentative d'évasion, la duchesse et Antonio concoctent une histoire où ce dernier l'aurait escroquée de sa fortune et dû s'exiler. Mais la duchesse met dans la confidence un certain Bosola, ne sachant pas qu'il est l'espion de Ferdinand. Dès lors, un piège est tendu et se refermera sur les deux époux et leurs enfants.  Seul le fils aîné d'Antonio et de la duchesse survivra pour revendiquer son héritage.
Dans ces œuvres, la force des personnages, la tension des situations, l'expression poétique des passions et la maîtrise des dialogues dont fait preuve Webster lui assurent une place de choix parmi les grands auteurs du théâtre élisabéthain.

## Œuvre

### Tragédies
- The White Devil (1612) Publié en français sous le titre Le Démon blanc, dans Théâtre élisabéthain vol. 2, Paris, Gallimard, Bibliothèque de la Pléiade no 556, 2009  (ISBN 978-2-07011560-0)
- The Duchess of Malfi (1614) Publié en français sous le titre La Duchesse d'Amalfi, dans Théâtre élisabéthain vol. 2, Paris, Gallimard, Bibliothèque de la Pléiade no 556, 2009  (ISBN 978-2-07011560-0)
- Appius and Virginia (date inconnue), en collaboration avec Thomas Heywood

### Tragi-comédies
- The Devil'S Law Case (vers 1617-1619)
- The Fair Maid (1622), en collaboration avec John Fletcher, John Ford et Philip Massinger

### Comédies
- Eastward Hoe (1605), participation de Webster contestée, et en collaboration avec George Chapman, Ben Jonson et John Marston Publié en français sous le titre Cap à l'Est !, dans Théâtre élisabéthain vol. 1, Paris, Gallimard, Bibliothèque de la Pléiade no 555, 2009  (ISBN 978-2-07-011317-0)
- Anything for a Quiet Life (vers 1621), en collaboration avec Thomas Middleton
- A Cure for a Cuckold (vers 1624), en collaboration avec William Rowley

### Pièce perdue
- Keep the Window Waking (1624) en collaboration avec John Ford et William Rowley et Thomas Middleton

## Citations de John Webster
- « Les serments d'amour sont comme les vœux des marins, on les oublie après l'orage. » — Le Démon blanc
- « Il n'est rien qui soit pour un homme plus infinie torture que ses propres pensées. » — Le Démon blanc
- « L'aigle vole seul ; ce sont les corbeaux, les choucas et les étourneaux qui vont en groupe. »
- « Rien ne sèche plus vite qu'une larme de femme. » — Le Démon blanc
- « Les gloires d'ici-bas, comme des vers luisants, jettent des feux de loin, mais à les regarder de plus près, ils n'ont ni chaleur ni clarté. » — La Duchesse d'Amalfi